# Pablo Sánchez
Pablo Andrés Sánchez (conocido como Vitamina Sánchez) (Rosario, 3 de enero de 1973) es un exfutbolista y entrenador argentino, que jugaba como mediocampista. Actualmente está sin club.

## Trayectoria

### Como jugador
Se formó en las categorías inferiores del C.At. Rosario Central, llegando al primer equipo en el año 1992. Permaneció en el Gigante de Arroyito hasta mediados de 1996, formando parte del equipo que ganó el título internacional oficial de la Copa Conmebol de 1995 frente al C.At. Mineiro brasileño de la mano del técnico Ángel Tulio Zof.
El equipo de destino fue el Feyenoord de Róterdam (Eredivisie), donde llegó con su compañero de C.At. Rosario Central Patricio Graff. En el club holandés disputó 51 partidos y anotó 20 goles en liga, disputando además la Liga de Campeones de la UEFA y la Copa de la UEFA. A mediados de la temporada 98-99, el Feyenoord de Róterdam (que acabaría ganando el título liguero) decidió cederlo al Deportivo Alavés (1ª División), donde fue titular desde su llegada aportando para la salvación del equipo. Tras finalizar la cesión, regresó al Stadion Feyenoord para en el mercado de invierno abandonar definitivamente el fútbol europeo.
Tras jugar medía temporada en el C. Gimnasia y Esgrima La Plata (Primera División de Argentina) volvió a las filas del C.At. Rosario Central (Primera División de Argentina). A su regreso al equipo rosarino tuvo la oportunidad de disputar la Copa Libertadores de América y la Copa Mercosur, hasta que en el año 2005 el técnico Ángel Tulio Zof, el mismo con quien ganó la Copa Conmebol de 1995, le comunicó que no contaba en sus planes.
Al estar descartado por el club canalla firmó con el Quilmes de la Primera División de Argentina.

### Como entrenador
Comenzó su carrera como técnico en el año 2007 al reemplazar de manera interina a Pato Hernández en el banquillo de C.At. Banfield (Primera División de Argentina) hasta la llegada de Juan Manuel Llop al banquillo de El Taladro.
En junio de 2008 el presidente de C.At. Rosario Central (Primera División de Argentina), Horacio Usandizaga, lo contrató para que fuera el nuevo técnico del equipo, pero tras nueve jornadas fue despedido del cargo. Meses después, el febrero de 2009, fue presentado como entrenador de Oriente Petrolero de la Primera División boliviana con el objetivo de alzarse con el título, dimitiendo al final de temporada al no conseguir el objetivo.
En el año 2013 firmó, junto a su ayudante Patricio Graff, con el recién descendido Universidad de Concepción de la Primera B de Chile. El objetivo del club campanil era conseguir el título del Torneo Transición de la Primera B para volver a Primera División de Chile, lográndolo en mayo de 2013 al vencer en la final a Curicó Unido. En su debut en Primera División de Chile en el Torneo Apertura 2013 llevó al equipo a la 12.ª plaza, mientras en el Torneo Clausura 2014 consiguió clasificar al equipo para la liguilla para la Copa Sudamericana y en el Torneo Apertura 2014 repitió 12.ª posición, pero llevó al equipo hasta la semifinal de la Copa Chile. No llegó a disputar la semifinal al dimitir del banquillo el 16 de diciembre de 2014 debido a la negativa de la directiva a renovar a los jugadores Andrés Imperiale, Sixto Peralta y Gabriel Vargas. 
El 24 de enero de 2015, junto a sus ayudantes Patricio Graff y Ramiro Loguercio, fichó por O'Higgins de la Primera División de Chile. Con el conjunto Celeste consiguió disputar liguilla para la Copa Sudamericana en el Torneo Clausura 2015, abandonando el club al finalizar Torneo Apertura 2015 tras dejar al equipo en 9ª posición.
En el Torneo Apertura 2016 sustituyó al técnico chileno Héctor Tapia en el banquillo del Everton de Primera División de Chile clasificando al equipo en 2 años consecutivos a la Copa Conmebol Sudamericana de 2017. Fue cesado en el cargo en mayo de 2018. En 2019 se desempeñó como entrenador en Deportes Iquique, en Chile, donde fue despedido al fin de la primera rueda del torneo oficial debido a los malos resultados.
El mismo 2019 llega a la casa refinera del Club Oriente Petrolero, de Bolivia, nuevamente para dirigirlo después de 10 años. Llega a mitad del torneo clausura recibiendo un equipo a mitad de tabla y logrando la clasificación a la Copa Sudamericana 2020. En diciembre de 2020, ficha por Audax Italiano, de la Primera División de Chile. Toma el equipo con riesgo de descenso logrando salvarlo en la última fecha. El 2021 lo culmina en la 3.ª. posición, clasificando al equipo después de 14 años a la Copa Libertadores, específicamente, a la edición del año 2022. Finalizado el torneo decide no continuar en el equipo chileno. En noviembre de 2022, es anunciado como nuevo entrenador de Palestino para la temporada 2023.
El 20 de junio de 2024, a mitad de temporada, Sánchez fue presentado como nuevo director técnico de Liga de Quito de la Serie A de Ecuador hasta finales de 2025.El 14 de diciembre, obtuvo la Serie A después de vencer a Independiente del Valle por 3-1 en el global. En mayo de 2025, se oficializó su salida del cargo después de una serie de malos resultados.

## Clubes

### Como jugador
| Club                           | País         | Año       | PJ  | G  |
| ------------------------------ | ------------ | --------- | --- | -- |
| Rosario Central                | Argentina    | 1992-1996 | 95  | 16 |
| Feyenoord                      | Países Bajos | 1996-1998 | 69  | 22 |
| → Deportivo Alavés (cedido)    | España       | 1999      | 18  | 1  |
| Gimnasia y Esgrima de La Plata | Argentina    | 2000      | 18  | 3  |
| Rosario Central                | Argentina    | 2000-2004 | 136 | 12 |
| Quilmes                        | Argentina    | 2005      | 15  | 0  |

### Como entrenador
| Club                      | País      | Año       | PJ  | PG  | PE  | PP  | Efectividad |
| ------------------------- | --------- | --------- | --- | --- | --- | --- | ----------- |
| Banfield                  | Argentina | 2007      | 4   | 1   | 1   | 2   | 33.33%      |
| Rosario Central           | Argentina | 2008      | 9   | 2   | 2   | 5   | 29.63%      |
| Oriente Petrolero         | Bolivia   | 2009      | 37  | 16  | 11  | 10  | 53.15%      |
| Universidad de Concepción | Chile     | 2013-2014 | 87  | 33  | 34  | 20  | 50.96%      |
| O'Higgins                 | Chile     | 2015      | 39  | 14  | 12  | 13  | 46.16%      |
| Everton                   | Chile     | 2016-2018 | 67  | 23  | 20  | 24  | 44.28%      |
| Deportes Iquique          | Chile     | 2019      | 19  | 6   | 5   | 8   | 40.35%      |
| Oriente Petrolero         | Bolivia   | 2019-2020 | 27  | 10  | 5   | 12  | 43.21%      |
| Audax Italiano            | Chile     | 2020-2021 | 43  | 18  | 16  | 9   | 54.26%      |
| Palestino                 | Chile     | 2023-2024 | 66  | 32  | 14  | 20  | 55.55%      |
| Liga de Quito             | Ecuador   | 2024-2025 | 43  | 21  | 12  | 10  | 57.37%      |
| Total                     | Total     | Total     | 441 | 176 | 132 | 133 | 49.89%      |

## Palmarés

### Como jugador

#### Torneos internacionales
| Título        | Equipo          | Sede    | Año  |
| ------------- | --------------- | ------- | ---- |
| Copa Conmebol | Rosario Central | Rosario | 1995 |

### Como entrenador

#### Torneos nacionales
| Título               | Equipo                    | País    | Año  |
| -------------------- | ------------------------- | ------- | ---- |
| Primera B            | Universidad de Concepción | Chile   | 2013 |
| Serie A              | Liga de Quito             | Ecuador | 2024 |
| Supercopa de Ecuador | Liga de Quito             | Ecuador | 2025 |